# Рашица (Љубљана)
Рашица (словен. Rašica) је насељено место у оквиру градске општини Љубљана, Средњесловенска регија, Словенија.

## Историја
До територијалне реорганизације у Словенији била је у саставу града Љубљане, односно старе општине Шишка.

## Становништво
У попису становништва из 2021. године, Рашица је имала 168 становника.
| Број становника према пописима | Број становника према пописима | Број становника према пописима | Број становника према пописима |
| ------------------------------ | ------------------------------ | ------------------------------ | ------------------------------ |
| 1991                           | 2002                           | 2011                           | 2021                           |
| 119                            | 133                            | 161                            | 168                            |

## Галерија
- панорама
- видиковац